# Wicki
Wicki (biał. Віцькі) – wieś na Białorusi, w obwodzie grodzieńskim w rejonie grodzieńskim, w sielsowiecie Kwasówka.
W latach 1921–1939 Wicki należały do gminy Hornica, w ówczesnym województwie białostockim.